# Evarra eigenmanni
Evarra eigenmanni foi uma espécie de Actinopterygii da família Cyprinidae.
Apenas pode ser encontrada no seguinte país: México.